# Agos
Agos (armenisch Ակոս) ist die erste türkisch-armenische Wochenzeitung der Türkei. Sie erscheint zweisprachig auf Armenisch und Türkisch in Istanbul. Gegründet wurde Agos von Luiz Bakar, Hrant Dink, Harutyun Şeşetyan und Anna Turay. Die erste Ausgabe erschien am 5. April 1996.
Der Mitgründer und Herausgeber von Agos, Hrant Dink, wurde beim Verlassen des Zeitungsgebäudes am 19. Januar 2007 erschossen, nachdem ultranationale türkische Kreise ihn als Verräter an der türkischen Republik bezeichnet und mehrfach mit dem Tode bedroht hatten.
Die Auflage von Agos beträgt etwa 5000, in den Monaten nach der Ermordung Dinks lag sie jedoch zwischenzeitlich bei über 10.000.
Die Zeitung ist türkischen Ultranationalisten ein Dorn im Auge, Redakteure und Journalisten wurden häufig bedroht. In Artikelserien wurde über verschwundene Zeugnisse armenischer Kultur wie Kirchen, Dörfer und Schulen in Anatolien berichtet und so indirekt der in der Türkei von staatlicher Seite abgestrittene Völkermord an den Armeniern thematisiert. Bereits Ende Februar 2004 demonstrierten vor dem Redaktionshaus ultranationalistische Türken und skandierten: „Entweder du liebst dieses Land, oder du verlässt es.“ Die Zeitung hatte erwähnt, dass die erste Adoptivtochter von Atatürk möglicherweise Armenierin gewesen sei. Die Journalisten von Agos und insbesondere Hrant Dink erhielten daraufhin massive Morddrohungen.
Dink war bis zu seiner Ermordung mehrfach, immer auf der Grundlage des Paragraphen 301 des türkischen Strafgesetzbuchs, der die „Beleidigung des Türkentums“ unter Strafe stellt und dessen Streichung die EU seit langem fordert, angeklagt und bereits einmal rechtskräftig verurteilt worden.
Nach der Ermordung Dinks hat die Staatsanwaltschaft neue Ermittlungen gegen die Zeitschrift Agos wegen „Beleidigung des Türkentums“ eingeleitet, wobei sich diesmal der Agos-Kolumnist Aydın Engin vor der Staatsanwaltschaft verantworten musste.
2007 wurde Agos zu Ehren ihres ehemaligen Herausgebers Hrant Dink mit der Hermann-Kesten-Medaille des P.E.N.-Zentrums Deutschland ausgezeichnet.

## Mitarbeiter

### Chefredakteure
- Hrant Dink (April 1996 – Januar 2007)
- Etyen Mahçupyan (Januar 2007 – Mai 2010)
- Rober Koptaş (Juni 2010 – Januar 2015)
- Yetvart Danzikyan (seit Februar 2015)

### Bekannte (ehemalige) Autoren
- Aydın Engin
- Markar Esayan
- Karin Karakaşlı
- Baskın Oran